# 圓山公園 (臺北市)
圓山公園，位於台灣台北市中山區，捷運圓山站與美術公園之間，在2010年臺北國際花卉博覽會期間劃入展區，目前為花博公園的一部分。

## 地理位置
圓山公園位於中山北路以西、玉門街以東。廣義的圓山公園北起基隆河，南至民族西路，包含原台北市兒童育樂中心與花博公園爭艷館與週邊，狹義的部分則僅包括育樂中心至爭豔館間的綠地部分。
園內的玉門街與酒泉街，於花博時期改為人行廣場，使得公園綠地、爭豔館與捷運圓山站間得以順利連結，但也造成居民出入時需改道民族西路。
本園西面為捷運圓山站、圓山轉運站與公車專用道，為民眾參觀花博公園與週邊活動最主要的交通設施；東面隔中山北路與花博公園─美術公園區相對，園內的迎賓大道為搭捷運的民眾前往美術公園區的主要通道。

## 歷史
臺灣日治時期圓山公園前身為大日本帝國陸軍共同墓地，後經臺北縣知事橋口文藏向臺灣總督樺山資紀建議，乃改為公園。於1897年開園，是臺灣第一座公園，亦為臺北市戰前規劃的大型都會公園之一號公園。而後來臺北市於1908年新闢的公園，就與圓山公園相對而得名「新公園」，即今二二八和平紀念公園。
當時圓山公園之區域內包括：圓山動物園、兒童遊園地、圓山運動場（現花博公園爭艷館）。
戰後，周遭作為空軍大鵬劇校、海軍同德新村、中山北路憲兵隊(憲兵第213營)、台北美軍招待所等軍事用地使用。
2010年10月前，本公園由於臺北國際花卉博覽會之舉辦，封閉不開放。
2010年至2011年期間，本公園被劃入臺北國際花卉博覽會園區，成為花博圓山園區的一部分，設有地景花海區、造型花牆區、果樹園區與精緻花卉區與花博園內線圓山站。2011年5月後，本公園成為花博公園的一部分。
2021年，因應新冠疫情花博公園辦理疫苗施打作業，利用圓山園區爭豔館作為大型疫苗施打站，施打量能最高可達1萬5至2萬人，為台北市最重要的施打站。
|  |  |  |  |

## 現況

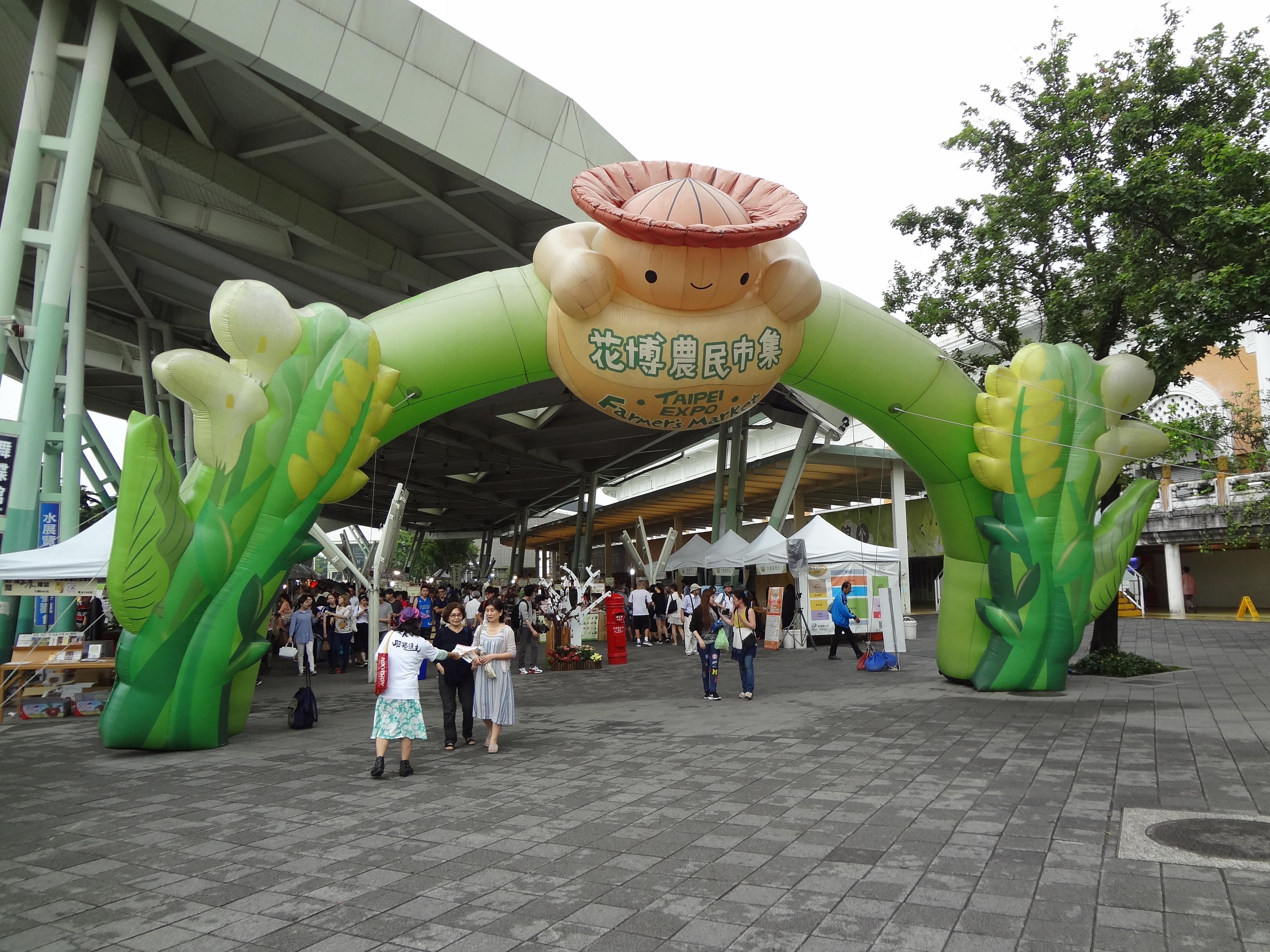
花博農民市集

本公園又名中山1號公園，規劃為兒童遊樂公園，主要用途與設施係作為昔日、現代、未來兒童遊樂區。由於花博公園與圓山遺址，目前本公園劃為花博公園的一部分，主要做為花博花海區使用。
公園北邊有原育樂中心、南邊為爭豔館。育樂中心的北邊為基隆河河濱單車道、圓山碼頭，西面為圓山遺址、臨濟護國禪寺，東邊為台北市政府警察局圓山派出所與台北廣播電台（共用建物），南邊則連接公園的花海區。爭豔館的東邊設有上海園區、西安園區、集食行樂生活市集廣場與花博流行館；在公園內固定於每周六、日，有臺北市政府產業發展局輔導設立的花博農民市集。

## 園內設施
- 圓山廣場
- 圓山園區遊客服務中心
- 爭艷館
- 流行館
- 花博公園會館
- 台北悠活村
- 中山親子館
- MAJI 集食行樂

## 週邊
- 台北捷運 淡水信義線圓山站
- 圓山轉運站
- 台北市公共自行車租賃系統捷運圓山站(2號出口)
- 臨濟護國禪寺
- 憲兵指揮部
- 台北市立美術館
- 台北市公共自行車租賃系統台北市立美術館站
  - 中山美術公園
  - 台北故事館（原圓山別莊）
- 臺北孔子廟
- 台北市公共自行車租賃系統台北孔子廟站
- 大龍峒保安宮
- 臺北電臺
- 台北市政府警察局圓山派出所
- 大同大學
- 明倫高中
- 重慶國中
- 大龍國小
- 大龍國小地下停車場
- 中山橋
- 基隆河

## 外部連結
- 花博公園圓山園區 - 公園走透透 （页面存档备份，存于）
- 花博公園 （页面存档备份，存于）
- 花博公園的Facebook專頁